# Фолклорен и етноложки музей на Македония-Тракия
Фолклорният и етноложки музей на Македония-Тракия (на гръцки: Λαογραφικό και Εθνολογικό Μουσείο Μακεδονίας-Θράκης) е музей в град Солун, Гърция.
Музеят е основан в 1970 година и е наследник на Фолклорния музей на Северна Гърция (Λαογραφικό Μουσείο Βορείου Ελλάδος), основан от Македонското образователно братство.
През 2012 година правителството на Гърция, като част от програмата за намаляване на разходите на страната, обявява решение, че музеят ще бъде затворен.

## Сграда
Разположен е в сграда, известна като Старото правителство или Вила Яков Модиано, построена в 1906 година от архитекта Ели Модиано, днес на улица „Василиса Олга“ №68. Архитектурата на сградата се характеризира с еклектичните тенденции, като най-силно е ар нуво влиянието. Особено интересен е двуетажният балкон (лоджия), който гледа към морето.

## Колекция
Музеят има две постоянни експозиции:
- „Във водениците на Македония и Тракия“;

- „Народни носии от Македония и Тракия от 1860 г. до 1960 г.“

В колекцията на музея, посетителите ще намерят бродерии, текстил, облекло, инструменти и домашни прибори, оръжия и традиционни инструменти. Също така дограма, дърводелски и метални изделия. Музеят разполага и с библиотека. Колекцията му включва над 20000 обекта.
- Възстановка на воденица
- Възстановка на каракачански бит